# كييتشي ياجيما
كييتشي ياجيما (باليابانية: 矢島 輝一) (6 أبريل 1995 في طوكيو في اليابان – )؛ هو لاعب كرة قدم ياباني سابق كان يلعب كمهاجم.

## وصلات خارجية
- كييتشي ياجيما على موقع رابطة كرة القدم اليابانية للمحترفين (اليابانية)
- كييتشي ياجيما على موقع قاعدة بيانات كرة القدم.إي يو (الإنجليزية)
- كييتشي ياجيما على موقع Soccerway.com (الإنجليزية)
- كييتشي ياجيما على موقع عالم كرة القدم.نت (الإنجليزية)